# إشتفان تيسا
اشتفان تيسا (István Tisza؛ بست، 22 أبريل 1861 - بودابست، 31 أكتوبر 1918) سياسي مجري، رئيس الوزراء، وعضو أكاديمية العلوم المجرية. كان الحدثان الأكثر أهمية في حياته دخول النمسا والمجر في الحرب العالمية الأولى عندما كان رئيسا للوزراء للمرة الثانية، واغتياله خلال ثورة النجمية يوم 31 أكتوبر 1918. أيد تيسا الملكية المزدوجة للنمسا والمجر وكان ممثل موافقة الليبراليين والمحافظين آنذاك.

## روابط خارجية
- إشتفان تيسا على موقع الموسوعة البريطانية (الإنجليزية)